# 'Ndrangheta in Canada
La presenza della 'Ndrangheta in Canada risale agli inizi del Novecento nella città di Toronto.
Le forze dell'ordine stimano che gli affiliati a Toronto siano tra le 100 e le 500 unità. Le famiglie canadesi sono originarie della Locride e hanno partecipato al cosiddetto consorzio dedito al narcotraffico internazionale Siderno Group.
Con le operazioni delle forze dell'ordine del 2010 viene confermato il legame che vi è ancora oggi con la realtà criminale calabrese. La Régia polizia a cavallo canadese nella sua ultima valutazione dei rischi identifica la 'ndrangheta in Canada come una minaccia di prioritaria importanza e dal 27 aprile 2018 la conclusione del processo Project-Ophoenix la 'Ndrangheta per la prima volta viene riconosciuta come organizzazione criminale, dopo 21 anni dall'istituzione del reato di organizzazione criminale.

## Storia

### Anni '10 - Joe Musolino e la picciotteria
All'inizio del Novecento il primo boss arrivato alle cronache era un certo Joe Musolino cugino del più noto brigante Giuseppe Musolino, originario di Santo Stefano in Aspromonte ed iniziato alla "picciotteria" nel 1896. Nel 1901, ricercato dalle forze dell'ordine fugge a Niagara Falls, nello stato di New York (Stati Uniti) dove apre un ristorante ed inizia attività estorsive. Costretto a fuggire anche da lì, si sposta a Toronto e si stabilisce nella Little Italy di Toronto aprendo un nuovo ristorante al 165 di York Street. Verrà arrestato insieme ad altre 7 persone: James Rapola, Jim Vicceray, Mike Polesini, Salvatori Sciarrone, Sam Carolla, Joseph Dolzini e Mary Clarke; grazie alle informazioni di Frank Griro e di telefonate anonime che lo ricollegarono a casi di omicidi irrisolti nel 1909.
Al processo del novembre 1911 Frank Griro rivelò l'appartenenza di Joe Musolino e di un tale Frank Sciarrone (o Frank Tarro) ad una organizzazione criminale chiamata "mafia" definendola come la stessa cosa della Mano nera e della Camorra e della "Mala vita". Alla fine del processo Musolino fu arrestato per possesso illegale di armi da fuoco e per aggressione e considerato capo di una organizzazione criminale segreta definita in diversi modi: Camorra, Mano Nera, Mafia o Picciotteria. Griro rivelò le attività criminali della società: contrabbando, estorsione, furto e omicidio; e la loro struttura: ai livelli più bassi i picciotti e i camorristi con a capo un "saccio capo" o "capobastone".
Per entrare nella società devi essere introdotto da un camorrista e diventi picciotto pagando una tassa. Dopo ciò ogni guadagno derivato da attività illecite viene diviso equamente fra i membri. Si riconoscevano da delle sciarpe al collo chiamate "camuffi" molto appariscenti e dal taglio di capelli definito negli archivi della polizia "a "farfalla".

### Anni '20 - Il proibizionismo
Successivamente la criminalità organizzata, nell'epoca del proibizionismo si interessò anche al contrabbando di alcolici. In quel periodo il boss era Rocco Perri in contatto con Frank Costello. In ogni stato canadese era presente qualche 'ndrina.

### Anni '50 - Nascita del Siderno Group e i legami con la famiglia Magaddino
È però col cosiddetto Siderno Group, nome assegnato dalle forze dell'ordine canadesi agli ndranghetisti coinvolti nel traffico internazionale di droga, che la 'ndrangheta fa il salto di qualità attivandosi nel traffico di eroina.
Il Siderno group era operativo in Canada fin dagli anni cinquanta sotto l'egida di Michele Mike Racco che emigrò in Ontario in questo periodo.
Il periodo d'oro del Siderno Group fu però tra gli anni ottanta e novanta. Aveva un giro d'affari stimato in 50 milioni di dollari.
Fu gestito da Antonio Macrì, capo storico di Siderno fino alla sua morte il 20 gennaio 1975, poi passò al suo vice Francesco Commisso e a suo figlio Cosimo (detto U quagghja).
Dagli anni '50 iniziano i contatti con la famiglia di Cosa Nostra statunitense di Buffalo: i Magaddino.
Giacomo Luppino, di origine calabrese (nasce ad Oppido Mamertina nel 1900) e Santo Scibetta dei Magaddino vengono mandati da Stefano Magaddino in Canada ed entrano in contatto con Joe Papalia ndranghetista di Hamilton.
Luppino in particolare inizia a seguire le regole di 'ndrangheta e diventando capo-locale ad Hamilton, Guelph e Oakville e fino a giungere nel 1962 a far parte della neonata Camera di Controllo del Canada e poi a presiederne le sedute in qualità di capo-crimine.
Luppino riuscì così a mantenere legami con i Magaddino, con gli ndranghetisti dell'Ontario e con la neonata famiglia Cotroni, ramo dei Bonanno newyorchesi a Montréal, diventando genero di Paul Violi, affiliato a quest'ultima.

### Anni '60 - La camera di Controllo e l'operazione Orbit
Secondo le forze dell'ordine canadese in questo periodo si sarebbe istituito la Camera di controllo, nuovo organismo organizzativo delle locali in Canada della 'ndrangheta sin dal 1962, i cui componenti erano: Giacomo Luppino (nato a Oppido Mamertina nel 1900), Michele Mike Racco (Nato a Siderno marina il 12 dicembre 1913), Salvatore Triumbari, Filippo Vendemini, Rocco Zito, Vincenzo Jimmy De Leo e Cosimo Stalteri.
In questo periodo emerge ad Hamilton la figura di John Papalia e l'organizzazione entra nel gioco d'azzardo e crea attività di riciclaggio di denaro.
A partire dal 1967 Luppino viene intercettato dalle forze di polizia nell'operazione "Orbit" e si inizia ad avere informazioni sulla 'ndrangheta: ogni membro deve fornire una percentuale dei profitti per aiutare i membri in momenti di difficoltà, apparentemente non esisterebbero riti particolari per l'ammissione nell'organizzazione. Tra le attività illecite vengono annoverate: estorsione, riciclaggio, traffico di droga e omicidio, contrabbando, contraffazione e frode.

### Anni '70 - Traffico di Eroina con i Gambino
Nel 1970 viene scoperto l'italo-canadese, fondatore del Crimine canadese, Rocco Zito durante una riunione in un Holiday Inn con Sergio Gambino, boss della mafia newyorchese per un traffico di eroina tra Stati Uniti e Canada. In quel periodo prenderà contatti anche con la famiglia Bonanno.
Nel 1971 la polizia canadese scoprì 23 sospetti nella casa di Cosimo Stalteri, dopo aver intercettato una conversazione del boss calabrese Mike Racco e che stessero battezzando un nuovo affiliato.
Nell'agosto del 1971 viene scoperto un codice scritto con le regole dell'organizzazione.

### Anni '80 - La faida tra i Costa e i Commisso e il primo video in Canada di una affiliazione
Sempre in Canada si ha notizie della perpetrazione della faida di Siderno fra i Costa e i Commisso con l'omicidio nel 1991 di Giovanni Costa.
Nel 1980 viene ucciso il membro della Camera di controllo Michele Mike Racco.
Nel 1985 un infiltrato della RCMP riesce ad ottenere un video del rito di affiliazione avvenuto nell'area di Toronto descritto dall'agente Reginal King: "An 'ndrangheta group voted three times to accept the initiate into the organization:" e si recita: " I swear on the tip of this knife to forget father, mother, all the family, at whatever call, to answer to Corp of the Society. L'aspirante affiliato risponde:"There is a dark tomb wide and deep under the depth of the sea. Whoever uncovers it shall die with four kinifings to the brest", Reginald poi racconta che il capo spiega le regole del codice che chiama "codes of the court"  e afferma che anche un penny è condiviso, che se uno è nei guai tutti sono nei guai. Il neo-affiliato ha un fratello più giovane già affiliato ma poiché è entrato prima gli deve rispetto. Gli viene spiegato che il giuramento dura tutta la vita..
Nel 1987 muore Giacomo Luppino.

### Anni '90 - La scoperta del Siderno Group, la faida di Siderno e la registrazione di un incontro fra capi
Dalle indagini dell'operazione Siderno Group si scopre che il 22 luglio 1990 si svolge ad Ardore, in Calabria una riunione tra esponenti di livello internazionale della 'Ndrangheta, tra cui Domenico Sergi per l'Australia, Vincenzo Trento per il Canada, ed Eliseo Lazzarino per il Belgio e da Anthony Cipriani di Terranova s. M. (arrestato una volta in Australia il 21 agosto del 1984) per trafficare in eroina. Quest'ultimo si muoveva tra Regno Unito, Svizzera e Paesi Bassi probabilmente per fini di riciclaggio.
Il 26 giugno 1991 la faida di Siderno arriva in Canada e precisamente a Thornhill dove viene ucciso Giovanni Costa, fratello del boss Giuseppe Costa.
Nel 1992 la polizia registra un incontro tra 10 capi delle famiglie canadesi che operano a Toronto, Hamilton, Ottawa e London.
Tra questi vi è Cosimo Stalteri (Siderno 20 gennaio 1925 - William Osler Health Centre, Toronto 14 febbraio 2011), facente parte anch'egli del Siderno Group, emigrato in Canada nel 1952 e uno dei membri del Crimine canadese, in contatto diretto con Giuseppe Commisso, detto U mastru.
In una intercettazione dell'operazione Crimine del 2009 parlano di lui e di come abbia mantenuto in buono stato l'organizzazione in Canada.
Nel recente passato erano solidali con l'organizzazione presente a Montréal di Vito Rizzuto che raccoglieva cellule criminali di origine siciliana e calabrese e teneva contatti con la 'Ndrangheta canadese e l'Italia.

### Anni 2000 - L'operazione Crimine e l'arresto di Giuseppe Coluccio
L'organizzazione Siderno Group pare non sia ancora scomparsa da come è stato dimostrato dalle intense attività di narcotraffico di Giuseppe Coluccio arrestato a Toronto nel 2008 e continuate dal fratello Salvatore Coluccio arrestato nel 2009 a Marina di Gioiosa Jonica, i quali avevano rapporti anche con i Cuntrera-Caruana e mafiosi di Cosa Nostra.
Con l'operazione Crimine del 2010, si viene a conoscenza che a Toronto sono presenti 9 locali, di cui uno a Thunder Bay, i quali fanno riferimento a una "camera di controllo" denominata Crimine, i cui membri riferiscono delle attività canadesi al Crimine Calabrese. Le loro attività vanno dal traffico di droga al gioco d'azzardo e usura.

### Oggi - La faida in Canada, l'espansione nel crimine di Montréal e il riconoscimento dell'esistenza dell'organizzazione
(Vincenzo Crupi a suo cognato Vincenzo Macrì intercettati)
Gli ultimi 30 morti degli ultimi 5 anni fanno ormai pensare ad una guerra di mafia tra il clan Rizzuto egemone e alcune famiglie calabresi che stanno avendo la meglio e che la stampa ha già ribattezzato: "guerra di mafia di Montréal" (Montréal Mafia War).
Quattro dei membri del consiglio ristretto della famiglia Rizzuto sono stati uccisi, ultimo Rocco "Sauce" Sollecito ucciso il 27 maggio 2016 a Laval (Québec), gli altri due invece sono in carcere.
Secondo Antonio Nicaso, in realtà ci sarebbe una guerra in seno alla 'ndrangheta tra nuove e vecchie leve come si evince da alcune intercettazioni e contemporaneamente una guerra in seno al clan Rizzuto in cui la prima però rimane in disparte anche se favorevole a un suo indebolimento perché anziché usare il porto di Halifax riuscirebbe ad accedere ad un costo minore al Porto di Montréal controllato dalla criminalità irlandese e a Montréal stessa non più ben controllata dai Rizzuto.
Il 27 aprile 2018 si conclude il processo Project-Ophenix Giuseppe, detto Pino, Ursino di Bradford viene giudicato colpevole di traffico di cocaina, attività illecita effettuata per conto della 'ndrangheta. Per la prima volta dal 1997, anno in cui è stato istituito il reato di organizzazione criminale", la 'ndrangheta viene riconosciuta come organizzazione criminale. Il 5 marzo 2019 viene confermata la condanna di Giuseppe Ursino (1958) a 11 anni di carcere dalla Corte superiore di Giustizia dell'Ontario per traffico internazionale di stupefacenti e per associazione a delinquere. Questa seconda imputazione decreta definitivamente dal punto di visto giudiziario l'esistenza della 'ndrangheta in Canada.
Il 18 luglio 2019 si conclude l'operazione "Canadian 'ndrangheta connection" nei confronti di 14 presunti esponenti ai Muià, cosca satellite dei Commisso, in cui il Crimine canadese prendeva decisioni che avevano ripercussioni anche in Calabria. In Ontario, la Polizia Regionale di York ha annunciato la più grande sconfitta organizzata del crimine in Ontario, parte di un'operazione lunga 18 mesi denominata "Progetto Sindacato" che è stata anche coordinata con la Polizia di Stato. La polizia regionale di York aveva arrestato 15 persone in Canada e sequestrato $35 milioni di case, auto sportive e denaro in una grande indagine transatlantica indirizzata all'ala più prominente della 'ndrangheta in Canada guidata da Angelo Figliomeni. Il 14 e 15 luglio, circa 500 agenti hanno fatto irruzione in 48 case e aziende attraverso la GTA, sequestrando 27 case per un valore di $24 milioni, 23 automobili, tra cui cinque Ferrari e $2 milioni in contanti e gioielli. Nove dei 15 arresti in Canada hanno riguardato i maggiori criminali: Angelo Figliomeni, Vito Sili, Nick Martino, Emilio Zannuti, Erica Quintal, Salvatore Oliveti, Giuseppe Ciurleo, Rafael Lepore e Francesco Vitucci. Il 9 agosto 2019, nell'ambito della stessa indagine congiunta, 28 persone sono state arrestate in Calabria, alcune delle quali ex residenti nell'area della Greater Toronto Area, tra cui Francesco Commisso, Rocco Remo Commisso, Giuseppe DeMaria, Michelangelo Archina, Antonio Figliomeni, Cosimo Figiomeni, e Luigi Bishop.

## Struttura

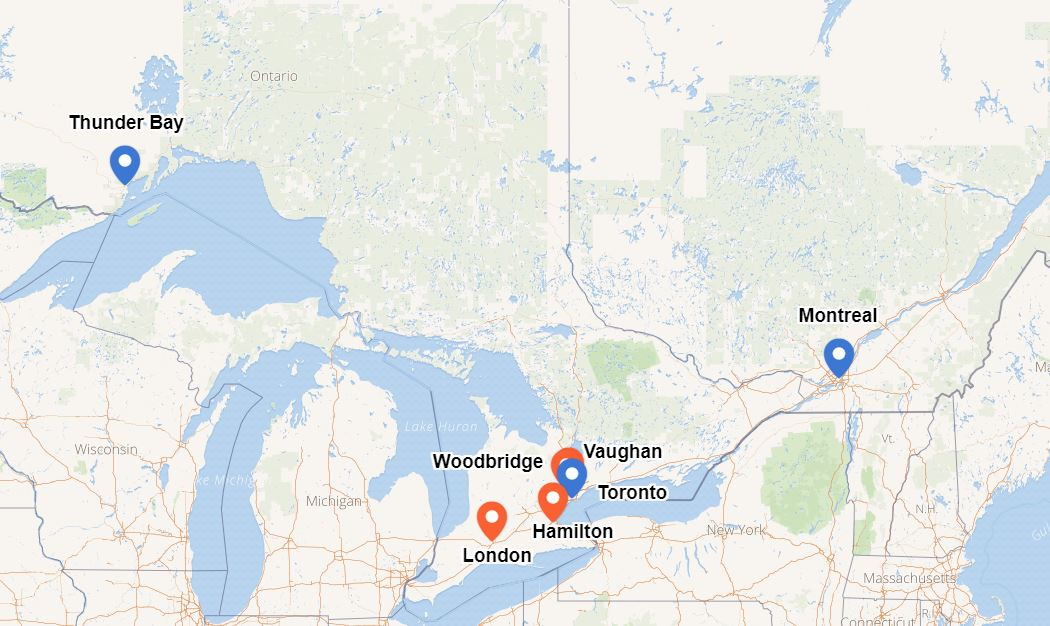
'ndrangheta In Canada (2017); in Blu le locali in Arancione la presenza di 'ndrine

In Canada la 'ndrangheta è strutturata in 'ndrine e locali coordinati da un Crimine col compito analogo ad una camera di controllo: raccordare le famiglie sul suolo canadese e dirimere questioni in seno ai locali.
Secondo le forze dell'ordine canadesi il Crimine esisterebbe sin dal 1962 e i fondatori sarebbero stati: Rocco Zito, Giacomo Luppino, Michele Racco, Salvatore Triumbari, Filippo Vendemini, Vincenzo Deleo e Cosimo Stalteri.
È solo con l'operazione crimine del 2010 che viene confermata l'esistenza del Crimine che riferisce alle famiglie calabresi e al Crimine della Calabria le attività e le questioni che avvengono sul suolo canadese ed in particolare a Giuseppe Commisso, capo-locale di Siderno, luogo di origine del clan.
Dal 2005 fino al suo arresto nel 2008 ne faceva parte anche il narcotrafficante Giuseppe Coluccio.
Con la conclusione nel 2015 dell'operazione Project Ophoenix si scopre che l'attuale capo della Camera di Controllo o crimine canadese è Cosimo Commisso detto "The Chosen One" (Il prescelto) con l'aiuto di Giuseppe e Antonio Commisso in quanto capo della 'ndrina più influente nell'area di Toronto.
L'operazione del 2019 Canada 'ndrangheta connection infine scopre che esiste una struttura intermedia tra la locale di Siderno in Calabria e gli affiliati sidernesi in Canada chiamata: la camera di controllo di Toronto o commissione di Toronto che è sotto l'egida del Crimine di Siderno il quale coordina sia le attività della locale in Canada che a Siderno.

### Locali
In Canada ci sarebbero 9 locali secondo le intercettazioni dell'operazione Crimine del 2010 tra cui:
- Locale di Montréal
- Locale di Toronto[37][38]
- Locale di Thunder Bay[37][38] (Capolocale: Antonio Minnella[39])

### 'ndrine
Le 'ndrine storiche sono quelle dei Papalia, Musitano e dei Luppino di Hamilton a cui si sono aggiunte quelle dell'area di Siderno come i: Commisso e gli alleati Muià e Figliomeni e gli Ursino e i Coluccio di Gioiosa Jonica.
Nell'operazione Crimine sono state individuate anche 7 'ndrine anche a Greater Toronto Area i cui rispettivi capi fino al 2010 erano:
1. Vincenzo Tavernese ed Giuseppe Andrianò (fratello di Emilio) alleati con i Coluccio, gli Aquino e i Bruzzese;
2. Cosimo Figliomeni;
3. Antonio Coluccio, nella cui organizzazione strettamente legata a quella di Tavernese, opererebbe anche Carmine Verduci;
4. Cosimo Commisso;
5. Angelo Figliomeni;
6. Vincenzo DeMaria;
7. Domenic Ruso;

Tutte queste famiglie vengono rappresentate in una commissione il cui capo nell'agosto 2008 era Angelo Figliomeni mentre fino al 2015 era Cosimo Commisso.

## 'Ndrangheta per provincia

### 'Ndrangheta in Ontario

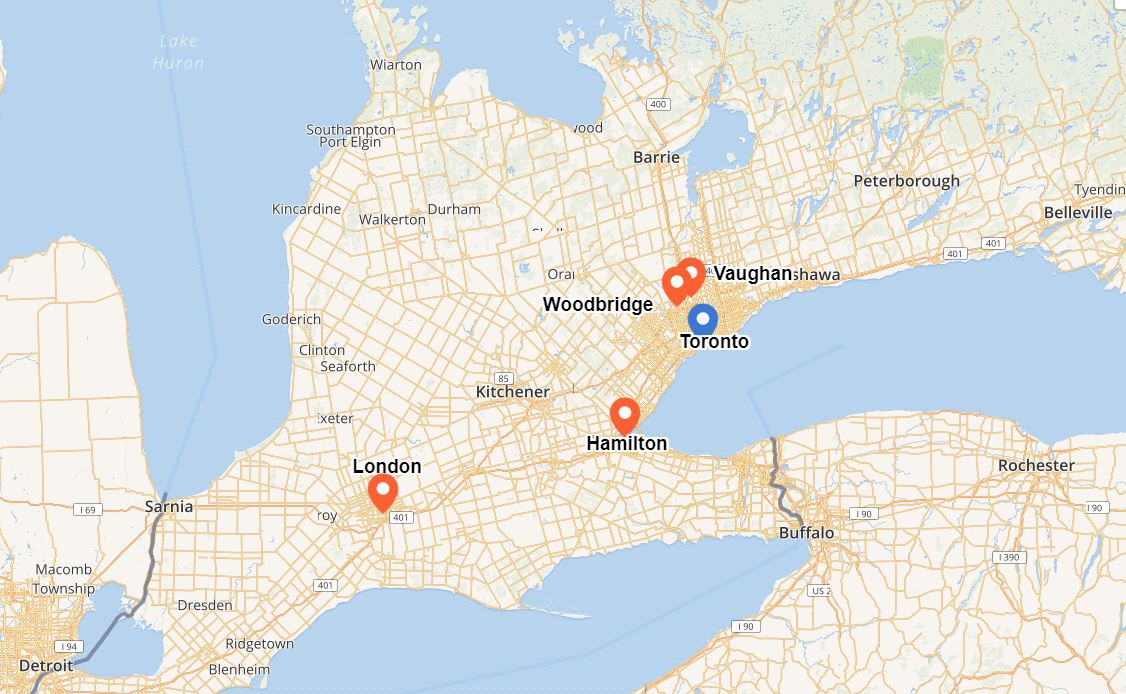
'ndrangheta in Ontario 2017

La provincia dell'Ontario ed in particolare l'area metropolitana di Toronto son state sin dall'inizio degli anni '20 del secolo scorso l'area in cui la 'ndrangheta si è insediata e tuttora opera.
Di seguito gli ultimi fatti di cronaca avvenuti sul territorio negli ultimi 4 anni.
Il 26 aprile 2014 viene ucciso a Woodbridge, Toronto il boss Carmine Verduci, esponente di spicco della 'ndrangheta canadese e ricercato dalle forze dell'ordine italiane dal 2010. Verduci, presente in una riunione di 'ndrangheta in Calabria, era uomo di contatto tra le 'ndrine canadesi e quelle della Locride ed in particolare con Giuseppe Commisso, detto "U Mastru" finché quest'ultimo non fu arrestato nel 2010.
Il morto sembra rientri nella guerra di mafia con la famiglia Rizzuto di Cosa Nostra americana o tra le altre famiglie calabresi che si starebbero spartendo ciò che è stato lasciato dai Rizzuto stessi tra il Québec e l'Ontario. Verduci viveva a Woodbridge e aveva una tenuta agricola in Nuova Caledonia.
Sempre nel 2014 su mandato di cattura internazionale viene arrestato a Vaughan, Toronto, il boss della 'Ndrangheta calabrese Carmelo Bruzzese, accusato di associazione mafiosa. Bruzzese era legatissimo a Carmine Verduci.
Il 2 giugno 2015 la Combined Forces Special Enforcement Unit (unità speciale di rinforzo delle forze combinate) arresta 19 persone a Vaughan in Ontario accusate di avere collegamenti o essere coinvolti con la 'ndrangheta nella Grande Toronto Area tra cui il presunto capo Giuseppe Ursino (1953) di Bradford (solo al comando dopo l'omicidio di Verduci) ma anche: Diego Serrano (1949) di Vaughan, Marco Maone (1983) di Toronto, Cosmin Dracea di Toronto, Nicodemo Barbaro (1957) di North York, Giuseppe Scordo di Vaughan, Antonio Agresta (1972) di Hamilton,  Carlo Fazzari (1974) di Hamilton, Giuseppe Nesci (1957) di Woodbridge e Antonio Mediati di Oakville.
Nel 2015 con l'operazione Acero (poi Acero-Krupy) si scopre un traffico di droga internazionale messo in piedi negli ultimi 3 anni dalle 'ndrine di Marina di Gioiosa Jonica.
Il 31 gennaio 2016 muore in casa a Toronto Rocco Zito (1928), presunto boss canadese e membro della camera di controllo del Canada ormai dal 2008 non più coinvolto in attività criminali, ucciso dal genero Domenico Scopelliti che si è immediatamente costituito.
A seguito dell'operazione Falsa politica del 2012 e dell'omonimo processo ad aprile 2017 viene riconosciuto in appello che Salvatore Commisso (1941) fosse con dote di quartino il mastro di giornata della locale di Marina di Gioiosa Jonica e di Toronto e che curasse i rapporti con Giuseppe Commisso, detto U Mastru in Calabria.
Ad aprile 2018 il Canada nella figura del tribunale amministrativo dell'Immigration and Refugee Board of Canada apre una istanza di espulsione per lo 'ndranghetista Vincenzo DeMaria.
Il 27 aprile 2018 si conclude il processo Project-Ophoenix Giuseppe, detto Pino, Ursino di Bradford viene giudicato colpevole di traffico di cocaina, attività illecita effettuata per conto della 'ndrangheta. Per la prima volta dal 1997, anno in cui è stato istituito il reato di organizzazione criminale", la 'ndrangheta viene riconosciuta come organizzazione criminale.
All'operazione il collaboratore di giustizia Carmine Guido il quale anche se non affiliato partecipa al traffico internazionale di cocaina tra Canada, Giamaica, Costa Rica e Repubblica Dominicana condotto da Giuseppe Ursino e registra le conversazioni e gli incontri.
Il 29 giugno 2018 vengono uccisi a Woodbridge (Vaughan) Cosimo Commisso e la sua ragazza Chantelle Almeida, lui pur non essendo coinvolto in fatti criminali è in relazione familiari con la 'ndrina dei Commisso dell'area di Toronto.
Il 9 marzo 2020 viene ucciso a colpi di pistola a Stoney Creek (Hamilton) l'agente immobiliare Giorgio Barresi.

#### Presenza in Ontario
Città con la presenza di 'ndrangheta in Ontario
- Hamilton[58]
- London[10]
- Ottawa[58]
- Thunder Bay[21]
- Toronto[21][58]
- Vaughan[45]
- Windsor[58]
- Woodbridge

### 'Ndrangheta in Québec
Dal 2011 al 2017 sembra sia in corso una guerra di mafia interna al Clan Rizzuto che lasciando un "vuoto di potere" sta permettendo alle 'ndrine di Hamilton (Ontario) di espandersi nella città di Montréal.

#### Presenza in Québec
- Montréal

## Media
Di seguito i media canadesi in cui si è discusso o trattato di 'ndrangheta.
- Bad Blood - serie televisiva canadese andata in onda dal 2017 (soprattutto la seconda stagione)